# Agència de Notícies de la República Islàmica
L'Agència de notícies de la República Islàmica, més coneguda pel seu nom en anglès Islamic Republic News Agency o pel seu acrònim IRNA (en persa: خبرگزاری جمهوری اسلامی, Xabargozâri-ye Jomhuri-ye Eslâmi), o IRNA (ایرنا), és l'agència de notícies oficial de la República Islàmica de l'Iran. Fundada el 13 de novembre de 1934 com a agència de notícies Pars durant l'època de Reza Shah, està finançada pel govern i controlada pel Ministeri de Cultura i Orientació Islàmica iranià. L'agència també publica el diari Iran. Des de setembre de 2021, el director general d'IRNA és Ali Naderi. IRNA té 60 oficines a l'Iran i 30 més a diversos països del món.